# خفرع
خفرع أو خعف رع (وتعني بالمصرية: الظاهر كرع أو الظاهر كالشمس)، ملك من الأسرة الرابعة. هو ثالث أو رابع ملوك هذه الأسرة بالدولة القديمة حكم بين سنتي 2559 و2535 ق م هو من شيد الهرم الثاني بالجيزة. هو على الأغلب ابن الملك خوفو من زوجة ثانوية تولى الحكم بعد الملك جدف رع الذي كان قد استولى على الحكم. هرم خفرع يشابه في عظمته هرم خوفو. ملامحه نتعرف عليها من خلال أبو الهول الموجود بجانب هرمه والمتمثل في صورة أسد يدل على القوة، برأس إنسان يدل على الحكمة. كما عُثِر على صورة منحوتة بمعبده بوادي الملوك وتمثال للملك جالس موجود بالمتحف المصري. ليعرف الكثير عن فترة حكمه، ولا توجد شواهد تؤكد رواية الرحالة اليوناني هيرودت التي تصف خوفو وخفرع كطغاة.

## عائلته
كان خفرع أحد أبناء خوفو وأمه غير معروفة حتى الآن على وجه الدقة، لكن يُعتقد أنها إما مريت إتس الأولى أو حنوتسن.
وكان لخفرع عدة أخوة أكبرهم كا وعب من أم ثانية، ولكنه مات شابا.
يعتقد بعض العلماء أن كاوعب كان في الحقيقة إبنا لسنفرو، وبذلك من المحتمل أن يكون كاوعب أخا لخوفو.
تزوج خفرع من أربعة زوجات، أنجب من واحدة منهم وهي خع مرر نبتي الأولى ابنه منكاورع، كما انجبت له ابنته «خع مرر نبتي الثانية»، ومعنى اسمها بالعربية «ظهور محبوبة السيدتين».

## عهده
لا يوجد اتفاق حول تاريخ حكمه، ولكن قد قيل بأنه حكم بين عامي 2558 ق.م و2532 ق.م. بنى ثاني أكبر هرم في الجيزة وارتفاعه 143م والآن 136م وشيد فوق مساحة 215 متر مربع وله مدخلان في الجهة الشمالية بالإضافة إلى تمثال أبو الهول الذي يبلغ طوله 57م وارتفاعه 20م، ومعبدالإله رع.

## هرم خفرع

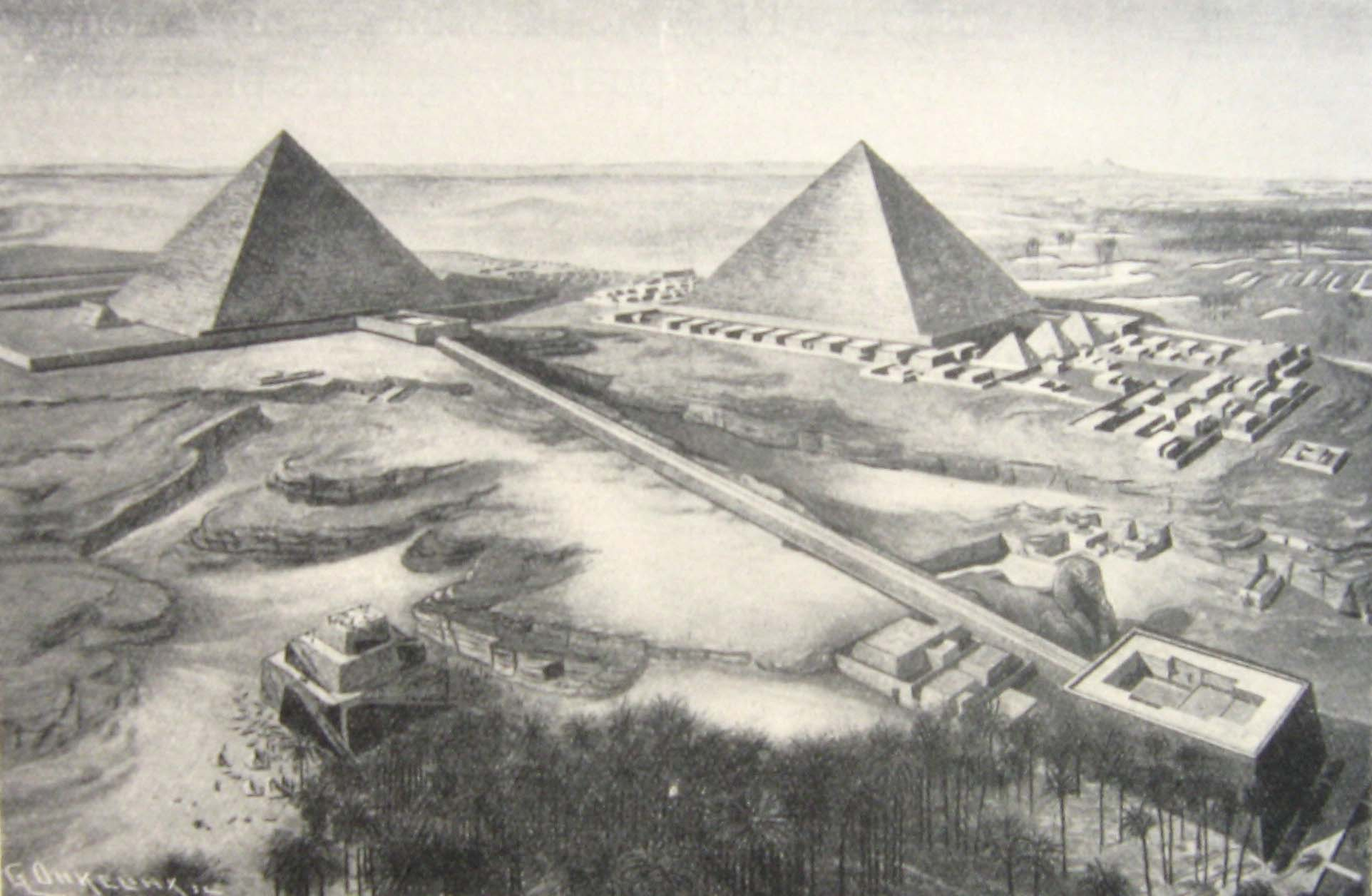
رسم يبين منطقة هرم خفرع وأبو الهول بالجيزة.

## اقرأ أيضًا
- دجيدف رع
- معبد الوادي
- مصر القديمة
- فرعون
- هرم خفرع

## وصلات خارجية
- خفرع: رابع فراعنة الأسرة الرابعة